# Pavonia harleyi
Pavonia harleyi är en malvaväxtart som beskrevs av A. Krapovickas. Pavonia harleyi ingår i släktet påfågelsmalvor, och familjen malvaväxter. Inga underarter finns listade i Catalogue of Life.